# Vallehermoso (Madrid)
Vallehermoso és un barri del districte de Chamberí, a Madrid. Limita al nord amb els barri de Buenas Vistas (Tetuán), a l'oest amb la Ciutat Universitària de Madrid, a l'est amb Ríos Rosas i al sud amb Gaztambide i Arapiles. Està delimitat al nord per l'Avinguda de la Reina Victoria i l'avinguda de la Moncloa, a l'est pel carrer de Bravo Murillo, a l'oest pel carrer d'Isaac Peral i el passeig de Juan XXIII i al sud pel carrer de Céa Bermúdez.
L'edifici més emblemàtic del barri era l'Estadi de Vallehermoso, actualment derruït. També hi ha la seu del Ministeri d'Economia i Hisenda d'Espanya, la de l'Institut Geogràfic Nacional d'Espanya i la de la Direcció General de la Guàrdia Civil.